# Capella de Sant Josep dels Germans de les Escoles de la Salle
La Capella de Sant Josep dels Germans de les Escoles de la Salle és una església historicista de Vinyols i els Arcs (Baix Camp) inclosa a l'Inventari del Patrimoni Arquitectònic de Catalunya.

## Descripció
Al sector S-O del terme es troba la Casa de Sant Josep, antic col·legi de la Salle, un edifici de planta rectangular envoltat de patis i jardins. Al mig de la casa es troba la capella, àmplia, amb una nau única de tres trams amb capçalera poligonal. Voltes de creueria quatripartita a la nau, i de creueria gallonada a la capçalera. Cor alt als peus. Imita l'estil gòtic. Decorada amb frescos.

## Història
La casa fou edificada en la dècada dels anys 20 i inaugurada el 1928. Durant la guerra de 1936-39 prestà serveis de'hospital de sang. En els primers temps de la postguerra fou centre docent. Reformada en 1948. Tot el conjunt de la Casa és destinat avui com a residència geriàtrica per als jubilats de la comunitat i un grup de novicis.